# Gerandete Jagdspinne
Die Gerandete Jagdspinne (Dolomedes fimbriatus), auch Gerandete Listspinne genannt, gehört zur Familie der Raubspinnen (Pisauridae) und damit zur Überfamilie der Lycosoidea. Wie alle Raubspinnen trägt sie ihren Eikokon mit den Kieferklauen (Cheliceren) und bewacht ihre Jungen in einem kuppelförmigen Gespinst. Die Gerandete Jagdspinne ist eine sehr große und auffällige Spinnenart. Die Spinne lebt am Ufer stehender oder langsam fließender Gewässer; sie kommt in Hochmooren, Feuchtwiesen, Bruchwäldern und auch in Gärten vor.
Die Arachnologische Gesellschaft kürte die Gerandete Jagdspinne zur Spinne des Jahres 2020.

## Merkmale
Die Weibchen erreichen Körperlängen zwischen 15 und 22 Millimetern, nach neueren Angaben bis zu 25 Millimetern, die Männchen zwischen neun und 15 Millimetern. Die Raubspinnen unterscheiden sich von den ähnlichen Wolfsspinnen u. a. in der Stellung der beiden hinteren Augenpaare, die ein Trapez bilden, das breiter als lang ist.
Die Grundfärbung variiert bei beiden Geschlechtern zwischen gelbbraun und schwarzbraun. Die Tiere besitzen auffällige gelbe oder weiße Längsstreifen über die Körperflanken, woher der auch gebräuchliche Begriff „Gerandete Jagdspinne“ rührt. Bei erwachsenen Männchen kann zusätzlich ein kleineres Herzmal auf dem Rückenschild des ansonsten dunkelbraunen Körpers vorhanden sein. Bei vielen Exemplaren, vor allem bei Jungtieren, seltener bei älteren, fehlen die Längsstreifen auch völlig. Die Spinne ist dann einheitlich gelbbraun gefärbt.
Dolomedes fimbriatus ist anhand des Habitus und der großen Ähnlichkeit sehr schwer von der nah verwandten, ebenfalls in Mitteleuropa verbreiteten, aber selteneren „Gerandeten Wasserspinne“ (Dolomedes plantarius) zu unterscheiden.

## Lebensweise

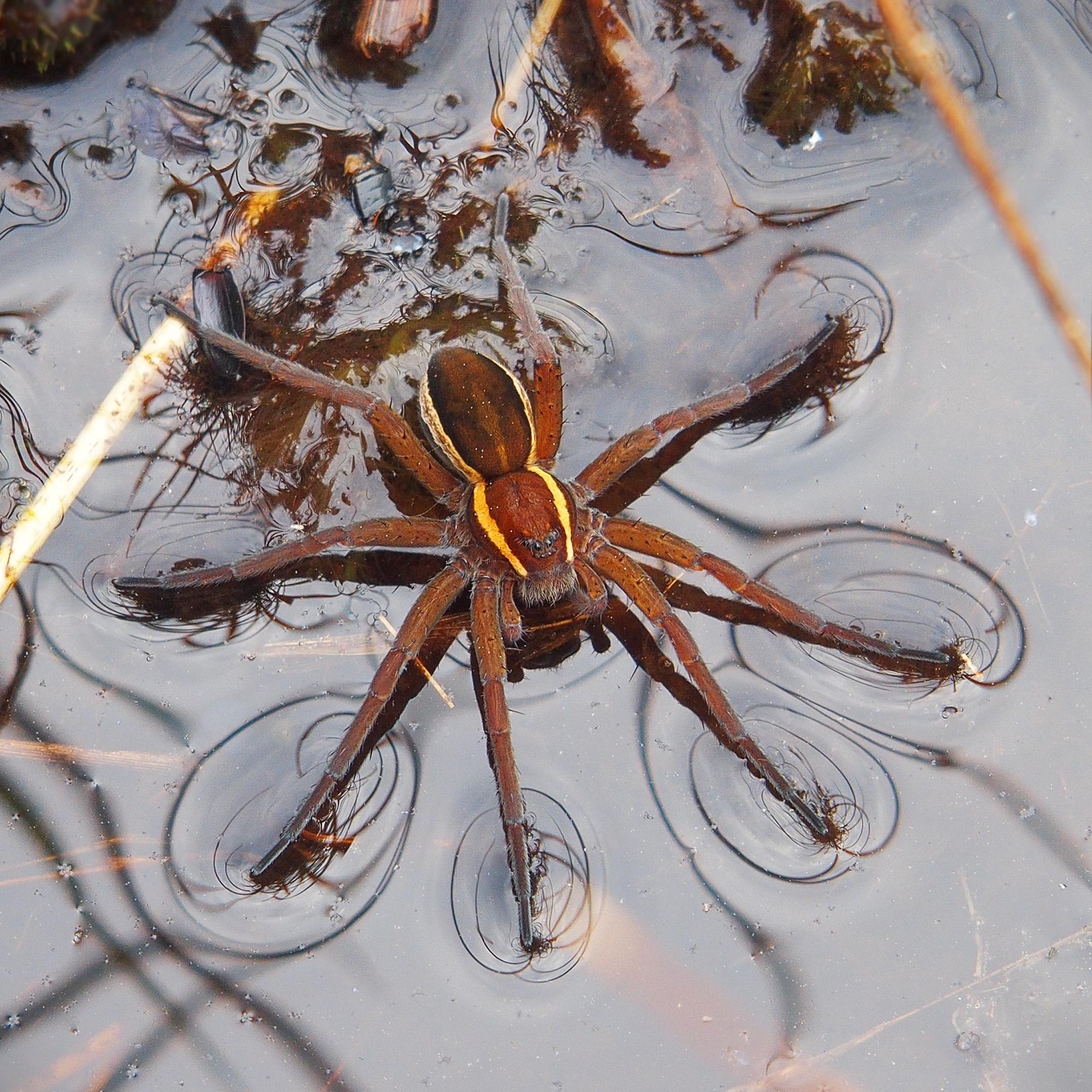
Gerandete Jagdspinne auf dem Wasser

Die Spinne hält sich bevorzugt in Gewässernähe auf. Die Gerandete Jagdspinne kann sich mit ihrer dichten Behaarung auf dem Wasser bewegen und taucht bei Gefahr auch unter. Im Gegensatz zu manchen Wolfsspinnen, die ebenfalls auf dem Wasser jagen können (z. B. Pardosa, Pirata), „schwimmt“ die Gerandete Jagdspinne aber mit dem Körper. Sie ist zu schwer und benötigt die gesamte Körperbehaarung, um die Oberflächenspannung zu nutzen, und „rudert“ mit dem dritten und dem zweiten Beinpaar. Die Beine werden nicht gestreckt, sondern im Hüftgelenk gedreht. Damit stellt sie ihre Landbewegung (diagonale Bewegung der Beine) im Wasser um. Diese Bewegung ähnelt denen von Insekten, wie z. B. bei Wasserläufern (Gerridae). Ebenso kann die Spinne tauchen. Beide Fähigkeiten nutzt das Tier zur Flucht vor Feinden und zum Beutefang.
Vor allem Jungtiere halten sich auch in weiterer Entfernung vom Wasser auf, teilweise auch auf höherer Vegetation, z. B. auf Gebüsch.

### Ernährung
Vom Wasserspiegel aus fängt sie nicht nur Insekten und Kaulquappen, sondern auch kleine Fische, die sie mit blitzschnellen Bewegungen greift und durch einen Giftbiss in wenigen Sekunden tötet. Sehr große Beute wird offenbar nur von Weibchen während der Reifungsphase der Eier genutzt. Die Beute wird an Land gezogen und dort verzehrt; oft wird sie in einem mehrstündigen Akt verflüssigt und aufgesogen.

### Fortpflanzung und Entwicklung

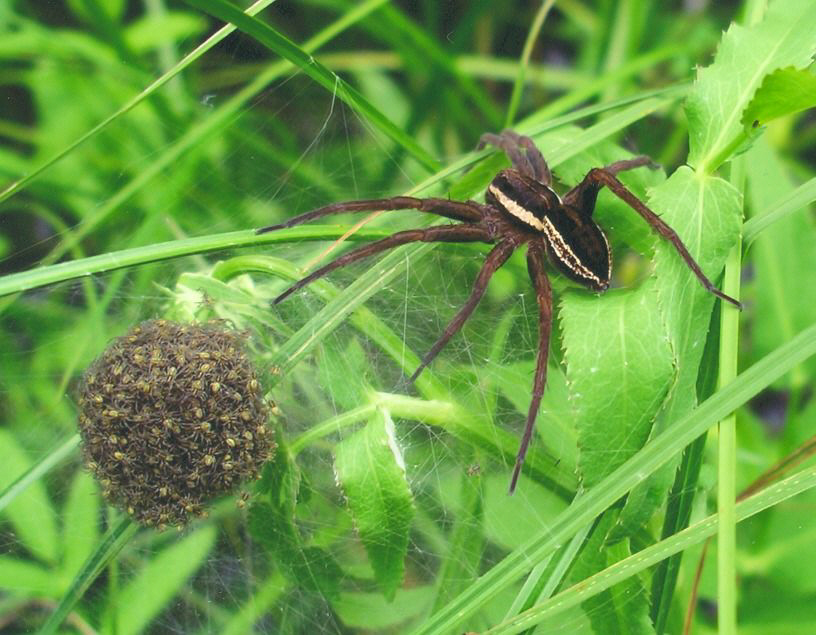
Gerandete Jagdspinne (Dolomedes fimbriatus) mit Jungtieren

Die Paarung findet im Mai und Juni statt. Das Männchen überreicht dem Weibchen zur Paarung kein Brautgeschenk, sondern wartet darauf, dass sich das Weibchen selbst etwas fängt. Während das Weibchen frisst, kann das Männchen sich dem Weibchen nähern. Allerdings werden unvorsichtige Männchen dabei verspeist. Die weibliche Jagdspinne kann zweimal im Jahr ab Ende Juni bis zu 1000 Eier legen, die in einem kugeligen, weißlichen bis hellbraunen Kokon von einem Zentimeter Durchmesser transportiert und bewacht werden. Kurz vor dem Schlüpfen der Jungspinnen wird dieser Kokon in einem glockenförmigen Gespinst oft unmittelbar am Gewässerufer in der niedrigen Vegetation befestigt und eine Zeit lang bewacht. Die Entwicklung der Jungtiere ist zweijährig. Sie überwintern beim ersten Mal meist subadult und häuten sich im Mai ein letztes Mal. Die jungen Spinnen sind meist hell gefärbt mit einem grünlich-gelben Grundton. Sie halten sich häufig weit vom Ufer entfernt auf.